# アニェス・ダキテーヌ (1072-1097)
アニェス・ダキテーヌ（フランス語：Agnès d'Aquitaine, 1072年末 - 1097年6月6日）は、アラゴン王・ナバラ王ペドロ1世の妃。

## 生涯
アニェスはアキテーヌ公ギヨーム8世とその3番目の妃イルドガルド・ド・ブルゴーニュの娘である。1081年、後にアラゴン王・ナバラ王となるサンチョ1世の息子ペドロ1世と婚約した。1086年、2人はハカにおいて結婚した。1094年に夫がアラゴン王およびナバラ王に即位すると、アニェスは王妃となった。夫妻には以下の2子が生まれたが早世した。
- ペドロ（1103年没）
- イサベル（1104年没）

アニェスは1097年に死去し、夫ペドロ1世はベルタ（en）という名の女性と再婚した。